# 滋賀県立農業短期大学
滋賀県立農業短期大学（しがけんりつのうぎょうたんきだいがく、英語: Shiga Agricultural College）は、滋賀県栗太郡栗東町渋川に本部を置いていた日本の公立大学である。1950年に設置され、1958年に廃止された。大学の略称は滋賀農大。

## 概要

### 大学全体
- 滋賀県栗太郡栗東町[注釈 1]に所在した日本の公立短期大学で、設置主体は滋賀県[3]。
- 国内で最初に認可された短期大学149校[注 1]の1校として、1950年に治田村において開学した[4]。
- 1955年度の入学生を最後に[注釈 3]、1958年に短期大学としての使命を終える[注釈 4]

## 沿革
- 1933年
  - 滋賀県立農業講習所を創設。
- 1949年
  - 滋賀県立高等農業講習所に改組。
  - 10月 文部省[注釈 5]に短期大学[注 2]の設置認可に関する申請を行う[注 3]。なお、学科・専攻は以下の通りとなっている[注 4]。
    - 農学科 入学定員80名
- 1950年
  - 3月14日 左記を以て短期大学の設置が文部省[注釈 5]より認可される[注 5]。
  - 4月1日 左記を以て滋賀県立農業短期大学が以下の学科体制にて開学[注 6]。
    - 農学科→農科 入学定員80名→40名
- 1954年
  - 5月1日 学生数[18]/定員
    - 農科 111[注釈 6]/120
- 1955年
  - 4月1日 この年度で短期大学としての学生募集を最終とする[注釈 3]。
- 1958年
  - 4月25日 左記をもって正式に廃止となる[注釈 4]。

## 基礎データ

### 所在地
- 滋賀県栗太郡栗東町渋川[注釈 1]

## 教育および研究

### 組織

#### 学科
- 農科 入学定員40名[注 7]
  - 修業年限は昼間部3年制で卒業所要単位は概ね93単位以上となっていた[20]。

#### 専攻科
- なし

#### 別科
- なし

#### 取得資格について
- 教職課程として中学校教諭二級免許状（職業）と高等学校教諭臨時免許状（農業）が設けられていた[注 8]。

### 研究
- 『滋賀県立農業短期大学学術報告』[23]
- 『滋賀農大経教彙報』[24]
- 『滋賀農大農経教室彙報』[注釈 2]
- 『養鶏の集団化と共同化 : 滋賀県における実証的研究』[26]

## 大学関係者と組織

### 大学関係者一覧
歴代学長
- 塩入松三郎

## 施設

### キャンパス

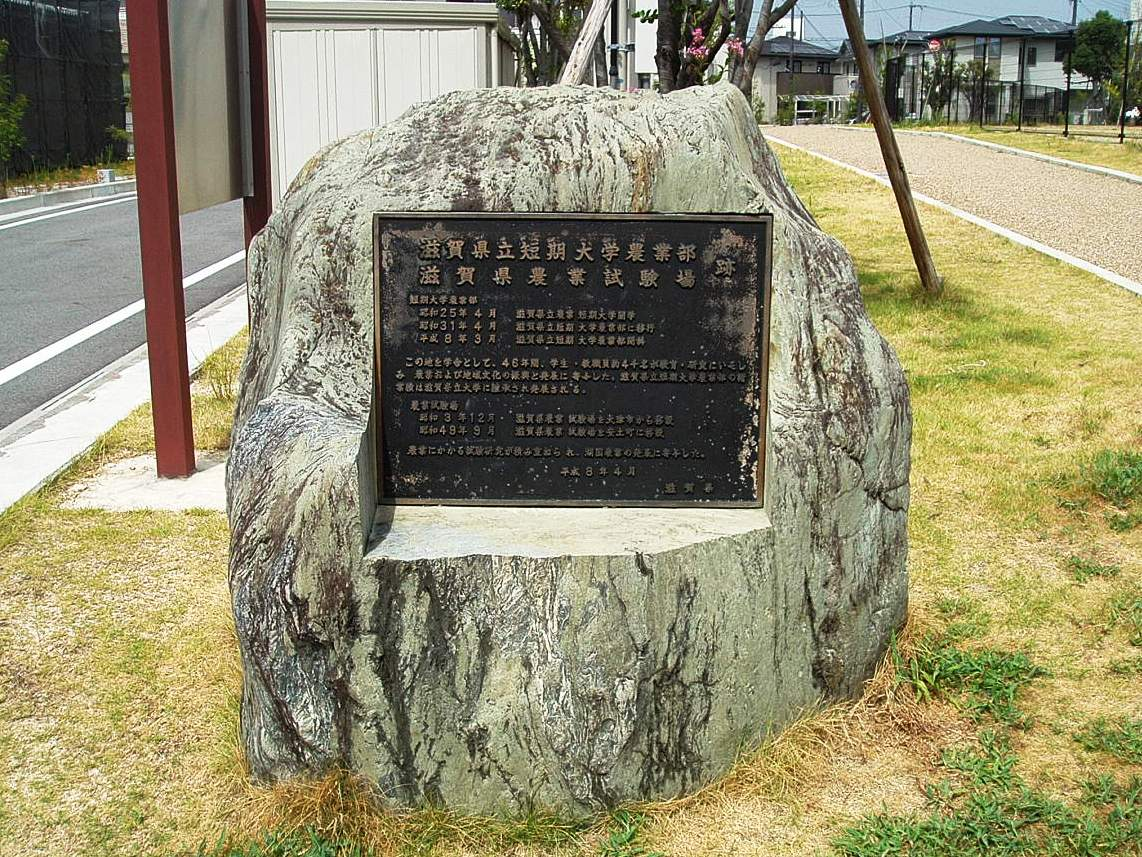
滋賀県立短期大学農業部・滋賀県農業試験場跡の碑（草津市西渋川）

- 設備：当初は、栗太郡栗東町にキャンパスが置かれ、統合により農業短大自体はなくなったが、県立短大本部とは別に農業部のキャンパスが置かれていたことから、短大農業部は旧来の農業短大の名残りを感じさせられるものだった。

## 対外関係

### 系列校
- 滋賀県立短期大学

## 関連サイト
- 滋賀県立大学#沿革